# Kreis Niesky
Der Kreis Niesky, obersorbisch Wokrjes Niska, war von 1952 bis 1990 eine Verwaltungseinheit im Bezirk Dresden in der DDR. Der teilweise im sorbischen Siedlungsgebiet der Oberlausitz gelegene Kreis bestand nach der deutschen Wiedervereinigung bis 1994 als Landkreis Niesky im Land Sachsen bis zur Kreisreform 1994 weiter. Sein Gebiet liegt heute im Landkreis Görlitz. Kreissitz war die namensgebende Stadt Niesky.

## Geographie

### Lage
Der Kreis, der zu den waldreichsten in der DDR gehörte, befand sich im äußersten Nordosten des Bezirks Dresden westlich der Lausitzer Neiße und nördlich von Görlitz.

### Nachbarkreise
Der Kreis Niesky grenzte gegen den Uhrzeigersinn im Norden beginnend an die Kreise Weißwasser, Hoyerswerda, Bautzen und Görlitz-Land. Im Osten grenzte er an Polen.

### Naturraum
Das ehemalige Kreisgebiet ist geprägt von den Höhen des Sächsischen Hügellandes im Süden, dem Oberlausitzer Heide- und Teichgebiet und der Muskauer Heide im Norden und drei bedeutenden Flüssen, der Neiße, dem Schwarzen und dem Weißen Schöps. Im Südosten erreichen die Königshainer Berge mit dem Schoorstein 299 m. Im Südwesten der Kreisstadt liegt in der Hohen Dubrau der höchste Punkt des Kreisgebietes, der Gipfel der Großradischen Dubrau (307 m).
Die Endmoränenzüge der Hohen Dubrau sind mit Eichen-Buchen-Kiefernmischwald bestanden, der im Norden von Heidehochflächen unterbrochen ist. Zahlreiche Seen- und Teichgebiete befinden sich bei Kreba sowie im Niederungsgebiet des Weißen Schöps. Den größten See aber speist der Schwarze Schöps, den Stausee Quitzdorf bei der gleichnamigen Talsperre, der nach Fertigstellung 1974 eine Gesamtfläche von 750 ha erreichte. Hier, westlich der Kreisstadt, liegt das größte Erholungsgebiet mit zahlreichen betrieblichen Erholungs- und Ferienheimen, mehreren Campingplätzen sowie einem Sanatorium. Der Kreis umfasste acht Naturschutz- und ca. 30 Landschaftsschutzgebiete.

## Geschichte
Durch Befehl der Sowjetischen Militäradministration wurde der westlich der Lausitzer Neiße gelegene Teil des Landkreises Rothenburg (Ob. Laus.) am 9. Juli 1945 in das Land Sachsen umgegliedert und in Landkreis Weißwasser umbenannt. Am 16. Januar 1947 wurde der Landkreis mit dem benachbarten Landkreis Görlitz zu einem neuen Landkreis Weißwasser-Görlitz mit Sitz in Weißwasser zusammengeschlossen, der wiederum am 12. Januar 1948 in Landkreis Niesky umbenannt wurde.
Bei der Verwaltungsreform am 25. Juli 1952 wurde der Kreis Niesky aus dem mittleren Teil des Landkreises Niesky neugebildet. Der südliche Teil bildete den neuen Kreis Görlitz, beide wurden dem Bezirk Dresden zugeordnet.
Der alte Landkreis Niesky gab 37 seiner 81 Gemeinden an den neu gebildeten Kreis Görlitz ab, im Einzelnen waren dies:
Arnsdorf, Buchholz, Deschka, Deutsch Ossig, Deutsch-Paulsdorf, Dittmannsdorf, Döbschütz, Ebersbach, Friedersdorf, Gersdorf, Girbigsdorf, Groß-Krauscha, Hagenwerder, Hilbersdorf, Holtendorf, Jauernick-Buschbacn, Kleinneundorf, Königshain, Krobnitz, Kunnersdorf, Kunnerwitz, Ludwigsdorf, Markersdorf, Melaune, Mengelsdorf, Meuselwitz, Niederreichenbach, Oberreichenbach, Pfaffendorf, Prachenau, Reichenbach/O.L., Schlauroth, Schöps, Tauchritz, Tetta, Thiemendorf und Zodel. (Originalschreibweise des GVBl. Sächs. Landtag 1952)
Die übrigen 44 Gemeinden aus dem alten Landkreis Niesky bildeten den neuen und kleineren Kreis Niesky:
Biehain, Bremenhain, Diehsa, Dürrbach, Förstgen, Gebelzig, Geheege, Groß Radisch, Hähnichen, Horka, Jänkendorf, Kaltwasser, Klein-Radisch, Klitten, Kodersdorf, Kollm, Kosel, Kreba, Lodenau, Mücka, Mückenhain, Neudorf, Neusorge, Nieder-Neundorf, Nieder Seifersdorf, Niesky, Noes, Ober Prauske, Petershain, Quitzdorf, Quolsdorf b. Hähnichen, Rothenburg/O.L., Särichen, See, Spree, Sproitz, Stannewisch, Steinbach, Steinölsa, Trebus, Uhsmannsdorf, Weigersdorf, Wiesa und Zimpel-Tauer.
Mit der Einführung der Kommunalverfassung der DDR wurde der Kreis Niesky am 17. Mai 1990 in Landkreis Niesky umbenannt. Bis zur Kreisreform 1994 war Niesky die Kreisstadt dieses Landkreises.
Durch Gemeindegebietsänderungen sank die Zahl der Gemeinden auf 19 bis zur Kreisauflösung 1994.
- 14. November 1968 Eingliederung von Quitzdorf in Kollm
- 1. Juli 1969 Eingliederung von Steinbach in Lodenau
- 1. Januar 1973 Eingliederung von Zimpel-Tauer in Klitten
- 1. Januar 1973 Eingliederung von Geheege und Noes in die Stadt Rothenburg/O.L.
- 1. Januar 1973 Zusammenschluss von Kreba und Neudorf zu Kreba-Neudorf
- 1. März 1973 Eingliederung von Dürrbach und Klein-Radisch in Klitten
- 5. Juli 1973 Eingliederung von Steinölsa in Sproitz
- 1. August 1973 Eingliederung von Ober Prauske in Weigersdorf
- 1. September 1973 Eingliederung von Wiesa in Kodersdorf
- 1. April 1974 Eingliederung von See in die Stadt Niesky
- 1. April 1974 Eingliederung von Bremenhain in die Stadt Rothenburg/O.L.
- 1. Januar 1994 Eingliederung von Quolsdorf  und Trebus in Hähnichen
- 1. Januar 1994 Eingliederung von Särichen in Kodersdorf
- 1. März 1994 Eingliederung von Neusorge in Lodenau
- 1. März 1994 Eingliederung von Förstgen in Mücka
- 1. März 1994 Eingliederung von Kosel und Stannewisch in die Stadt Niesky
- 1. März 1994 Eingliederung von Biehain und Mückenhain in Horka
- 1. März 1994 Zusammenschluss von Kollm und Sproitz zu Quitzdorf am See
- 1. März 1994 Zusammenschluss von Thiemendorf (Lkr. Görlitz), Diehsa, Jänkendorf und Nieder-Seifersdorf zu Waldhufen

Mit der Schaffung des Niederschlesischen Oberlausitzkreises entstand am 1. August 1994 durch die Zusammenlegung der Landkreise Niesky und Weißwasser sowie von Teilen des Landkreises Görlitz ein Landkreis, der in etwa wieder den Umfang des alten Landkreises Niesky von 1948 erreichte. Mit dem 3. Änderungsgesetz zur Sächsischen Kreisreform wurde der Kreissitz des Niederschlesischen Oberlausitzkreises am 16. Juni 1996 von Görlitz nach Niesky verlegt. In der zweiten sächsischen Kreisreform wurde der Niederschlesische Oberlausitzkreis am 1. August 2008 in den neu gebildeten Landkreis Görlitz integriert.

## Politik
Landrat
Nach der Auflösung des Rats des Kreises Niesky wurde Hartmut Biele Landrat des Landkreises Niesky bis zur Auflösung des Landratsamts Niesky im Zuge der Kreisreform (31. Mai 1990 bis 31. Juli 1994).

## Wirtschaft und Verkehr
Da 40 % des Kreises von Wald bedeckt waren, kam traditionell der Forstwirtschaft neben der Landwirtschaft große Bedeutung zu. Im Kreisgebiet bildeten sich zwölf Landwirtschaftliche Produktionsgenossenschaften (LPG) Tierproduktion, vier LPGs Pflanzenproduktion und ein Agrochemisches Zentrum (ACZ) in Rothenburg. Traditionelle Industriebetriebe waren der Waggon- und Stahlbau Niesky, der VEB Sächsische Ziegelwerke Dresden mit dem Betriebsteil in Kodersdorf und schließlich Betriebe der Herrenkonfektion, für Campingzelte und Schulmöbel. Neben kleineren Landstraßen durchquerte nur die F 115 Cottbus–Görlitz den Kreis. Daneben bestanden Bahnverbindungen nach Magdeburg und von Görlitz über Cottbus nach Berlin.

## Bevölkerungsdaten der Städte und Gemeinden
Bevölkerungsübersicht aller 32 Gemeinden des Kreises, die 1990 in das wiedergegründete Land Sachsen kamen.
| AGS      | Gemeinde (amtl. sorb. Name)        | Einwohner    | Einwohner     | Fläche (ha)   |
| AGS      | Gemeinde (amtl. sorb. Name)        | 3. Okt. 1990 | 31. Dez. 1990 | 31. Dez. 1990 |
| -------- | ---------------------------------- | ------------ | ------------- | ------------- |
| 14041010 | Biehain                            | 267          | 269           | 974           |
| 14041030 | Diehsa                             | 700          | 694           | 1.425         |
| 14041050 | Förstgen / Dołha Boršć             | 536          | 533           | 1.480         |
| 14041060 | Gebelzig / Hbjelsk                 | 696          | 705           | 1.232         |
| 14041080 | Groß Radisch / Radšow              | 538          | 526           | 1.182         |
| 14041090 | Hähnichen                          | 439          | 435           | 666           |
| 14041100 | Horka                              | 1.685        | 1.678         | 2.616         |
| 14041110 | Jänkendorf                         | 1.102        | 1.088         | 2.201         |
| 14041120 | Kaltwasser                         | 340          | 341           | 1.188         |
| 14041140 | Klitten / Klětno                   | 1.493        | 1.492         | 5.420         |
| 14041150 | Kodersdorf                         | 2.623        | 2.613         | 3.641         |
| 14041160 | Kollm                              | 376          | 379           | 1.151         |
| 14041170 | Kosel                              | 442          | 442           | 1.379         |
| 14041180 | Kreba-Neudorf / Chrjebja-Nowa Wjes | 1.161        | 1.163         | 3.161         |
| 14041190 | Lodenau                            | 790          | 785           | 1.973         |
| 14041200 | Mücka / Mikow                      | 921          | 922           | 954           |
| 14041210 | Mückenhain                         | 257          | 255           | 488           |
| 14041230 | Neusorge                           | 185          | 185           | 704           |
| 14041240 | Nieder-Neundorf                    | 328          | 331           | 963           |
| 14041250 | Nieder Seifersdorf                 | 857          | 857           | 1.684         |
| 14041260 | Niesky, Stadt                      | 12.270       | 12.161        | 3.434         |
| 14041290 | Petershain / Hóznica               | 577          | 566           | 1.341         |
| 14041310 | Quolsdorf b. Hähnichen             | 298          | 296           | 1.061         |
| 14041320 | Rothenburg/O.L., Stadt             | 4.762        | 4.751         | 2.842         |
| 14041330 | Särichen                           | 296          | 296           | 588           |
| 14041350 | Spree                              | 425          | 420           | 1.754         |
| 14041360 | Sproitz                            | 765          | 742           | 1.124         |
| 14041370 | Stannewisch                        | 260          | 261           | 547           |
| 14041400 | Thiemendorf                        | 259          | 255           | 553           |
| 14041410 | Trebus                             | 407          | 416           | 1.479         |
| 14041420 | Uhsmannsdorf                       | 979          | 945           | 746           |
| 14041430 | Weigersdorf / Wukrančicy           | 1.070        | 1.062         | 2.128         |
| 14041000 | Landkreis Niesky                   | 38.104       | 37.864        | 52.080        |

## Kfz-Kennzeichen
Den Kraftfahrzeugen (mit Ausnahme der Motorräder) und Anhängern wurden von etwa 1974 bis Ende 1990 dreibuchstabige Unterscheidungszeichen, die mit dem Buchstabenpaar RS begannen, zugewiesen. Die letzte für Motorräder genutzte Kennzeichenserie war YW 60-01 bis YW 99-99.
Anfang 1991 erhielt der Landkreis das Unterscheidungszeichen NY. Es wurde bis zum 31. Juli 1994 ausgegeben. Seit dem 9. November 2012 ist es im Landkreis Görlitz erhältlich.